# Patín Carrera en los Juegos Suramericanos de 2014: 1000m masculino
La prueba de 1000 masculino de Patín Carrera en Santiago 2014 se llevó a cabo en el Patinódromo del Estadio Nacional el día 8 de marzo. Participaron 7 patinadores.

## Resultados[1]
| #                 | País      | Patinador           | Resultados |
| ----------------- | --------- | ------------------- | ---------- |
| Medalla de oro    | Argentina | Ezequiel Cappellano | 1:25.642   |
| Medalla de plata  | Colombia  | Andrés Muñoz        | 1:25.749   |
| Medalla de bronce | Venezuela | Jhoan Guzmán        | 1:26.410   |
| 4                 | Ecuador   | Carlos Matute       | 1:27.779   |
| 5                 | Panamá    | Gabriel Cisneros    | 1:36.646   |
| 6                 | Uruguay   | Pablo Da Rosa       | 1:46.868   |
| 7                 | Chile     | Jorge Reyes         | D          |

D: Descalificado